# 181 г. пр.н.е.
181 (стоосемдесет и първа) година преди новата ера (пр.н.е.) е година от доюлианския (Помпилийски) римски календар.

## Събития

### В Римската република
- Консули са Публий Корнелий Цетег и Марк Бебий Тамфил.
- Консулите прокарват закона Lex Cornelia Baebia, който е един от първите закони насочени срещу корупцията и подкупите на избори.[1]
- Приет е Lex Orchia, закон насочен срещу разкоша, който ограничава броя на гостите на пиршества.[2]
- Основана е римската колония Аквилея, за да се осигури по-ефективна охрана на североизточните подстъпи на Италия.[3]
- Усилване на военната дейност срещу лигурите и политика на депотация в Лигурия.[4]
- Квинт Фулвий Флак разширява обхвата на своите военни действия до по-отдалечените райони на Келтиберия.[4]

### В Мала Азия
- В Пергам се провеждат първият панелинистичен фестивал и игри Никефория.[4]
- Евмен II подкрепя Родос срещу ликийците.[4]

## Родени
- Квинт Сервилий Цепион (консул 140 пр.н.е.), римски политик и военачалник (умрял 112 г. пр.н.е.)
- Публий Корнелий Сципион Назика Серапион, римски политик, консул през 138 г. пр.н.е. (умрял 132 г. пр.н.е.)